# AB Jönköpings Motorfabrik

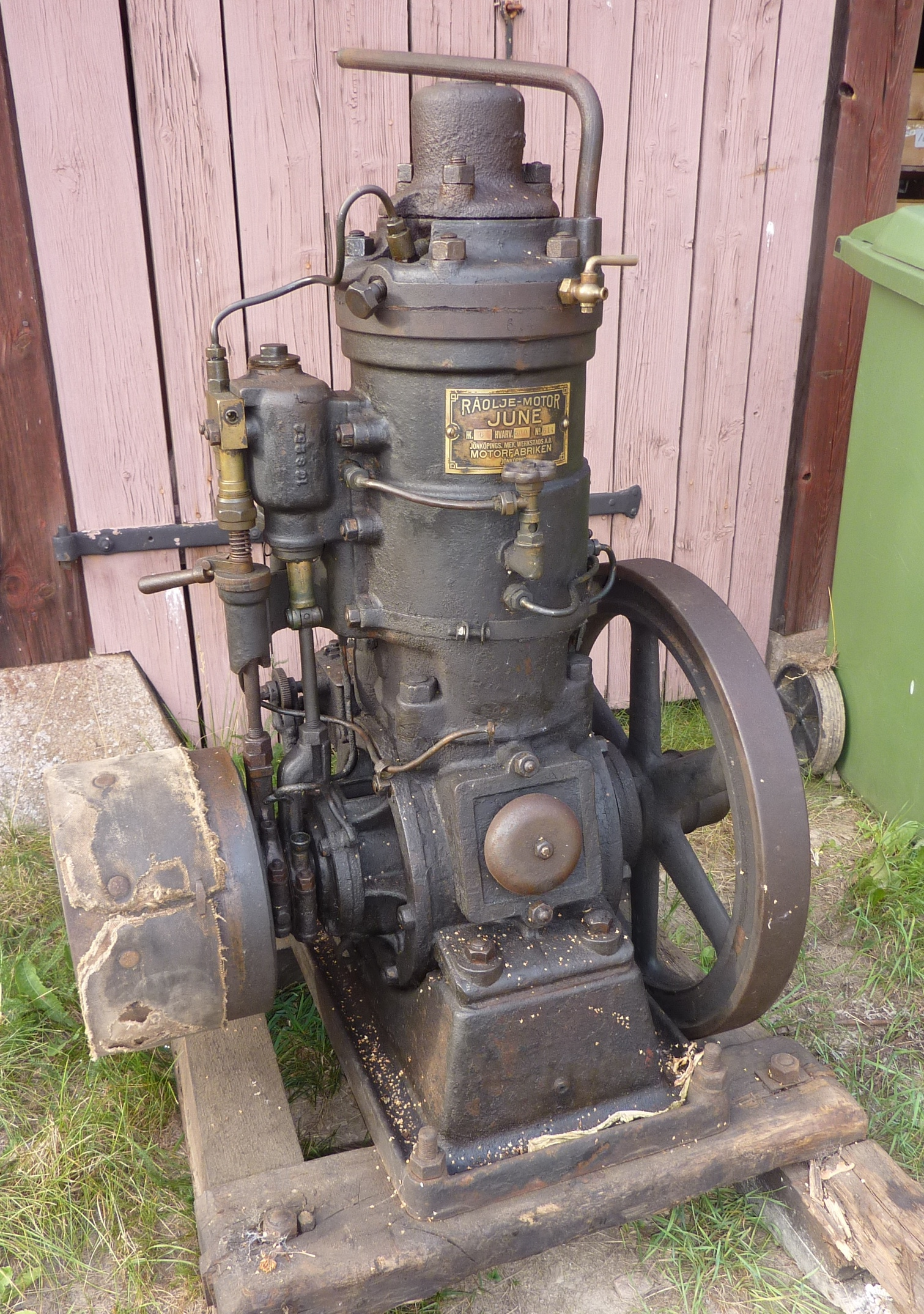
June tändkulemotor. nu vid RUBENS Maskinhistoriska Samlingar, Götene

AB Jönköpings Motorfabrik var en svensk tillverkare av motorer av blandat annat märket June Munktell under åren 1906–1966.
Tillverkningen av råoljemotor vid Jönköpings Mekaniska Werkstad avskiljdes under 1911 och överflyttades till det 1921 eller tidigare etablerade systerföretaget AB Jönköpings Motorfabrik.
En fabrik etablerades 1911, vilken tillverkade små stationära motorer och tändkulemotorer, motorlokomotiv, ångmaskiner och pumpar under namnen June och J.M.
Tillverkningen av bland annat de konkurrerande marina tändkulemotorer av märket Avance hade gått upp i Munktells 1929. År 1932 övertogs Munktells Mekaniska Verkstad av AB J & C G Bolinders Mekaniska Verkstads AB, som 1932 blev Bolinder Munktell, och som redan var en framgångsrik tillverkare av marina tändkulemotorer. Rätten till fartygsmotorerna från Munktells verkstäder övertogs vid sammanslagningen av Jönköpings Motorfabrik, varefter varumärket June Munktell kom i bruk.
Företaget tillverkade också motorer på licens från Götaverken.